# George E. Hill
George Elbridge Hill (* 10. Oktober 1868 in Salt Lake City, Utah; † 6. Mai 1958 in Idaho Falls, Idaho) war ein US-amerikanischer Politiker. Zwischen 1933 und 1935 war er Vizegouverneur des Bundesstaates Idaho.

## Werdegang
George E. Hill war der Sohn des gleichnamigen George Hill, der seine Familie im Jahr 1886 in das Gebiet um Rigby im Jefferson County des Idaho-Territoriums brachte. Dort errichtete er als einer der Pioniere der Gegend eine Farm und kultivierte das damals noch brachliegende Land. Der jüngere George Hill half vier Jahre lang seinem Vater bei der Bearbeitung des Landes. Dann kehrte er nach Salt Lake City zurück, wo er ab 1890 das dortige College absolvierte. Gleichzeitig arbeitete er als Privatsekretär des zunächst zwar gewählten, aber dann nicht zum Kongress zugelassenen Abgeordneten B. H. Roberts. Anschließend war er als Zeitungsreporter in Salt Lake City tätig. Ab 1893 absolvierte er ein Jurastudium. Vier Jahre später wurde er als Rechtsanwalt zugelassen, worauf er in diesem Beruf zu praktizieren begann.
Im Jahr 1902 kehrte Hill nach Idaho zurück, wo er in Rigby die Firma Rigby Hardware, Lumber & Manufacturing Company aufbaute. Dieses Unternehmen war ursprünglich auch im Holzgeschäft tätig, aus dem es aber bald ausstieg. Stattdessen wurde es eines der größten Warenhäuser im östlichen Teil Idahos. 17 Jahre lang bekleidete Hill führende Positionen in diesem Betrieb, dessen Erfolg hauptsächlich auf sein Wirken zurückzuführen war. Gleichzeitig stieg er bei verschiedenen anderen Firmen in Rigby und Umgebung ein. Darunter war auch eine erfolgreiche Zuckerrübenfabrik, deren Direktor er wurde. Seit 1919 war er auch im Bankengewerbe tätig. Er war an der Gründung der Jefferson County National Bank beteiligt. Danach wurde er deren Vizepräsident und einer der Direktoren.
Politisch schloss er sich der Demokratischen Partei an. Er wurde Mitglied im Gemeinderat von Rigby. Später war er auch Bürgermeister dieser Ortschaft. Überdies saß er zwölf Jahre lang im dortigen Bildungsausschuss. 1911 wurde er in das Repräsentantenhaus von Idaho gewählt. Danach bekleidete er einige staatliche Ämter. Unter anderem gehörte er einem Ausschuss zur Untersuchung von Missständen an einer Schule an und war Mitglied einer Kommission zur Festlegung eines Mindestlohns für Frauen. Im Jahr 1916 wurde er Mitglied des Staatssenats. Parteipolitisch war er Bezirksvorsitzender seiner Partei und zeitweise Mitglied des Staatsvorstandes. 1912 leitete er das demokratische Wahlkampfteam für Woodrow Wilson in Idaho. Im Jahr 1924 nahm er als Delegierter an der Democratic National Convention in New York teil.
1930 wurde Hill an der Seite von C. Ben Ross zum Vizegouverneur von Idaho gewählt. Dieses Amt bekleidete er zwischen dem 2. Januar 1933 und dem 7. Januar 1935. Dabei war er Stellvertreter des Gouverneurs und Vorsitzender des Staatssenats. George Hill starb am 6. Mai 1958 in Idaho Falls im Alter von 89 Jahren. Mit seiner Frau Maud Johnson hatte er elf Kinder.